# 團體迷思
團體迷思（英語：Groupthink），亦作團體盲思、集體錯覺，是一個心理學現象，指的是團體在決策過程中，由於成員傾向讓自己的觀點與團體一致，因而令整個團體缺乏不同的思考角度，不能進行客觀分析。一些值得爭議的觀點、有創意的想法或客觀的意見不會有人提出，或是在提出之后，遭到其他团体成员的忽視及隔離。團體迷思可能導致團體作出不合理、甚至是很壞的決定。部份成員即使並不贊同團體的最終決定，但在團體迷思的影響下，也會順從團體。

## 概念發展
一般認為團體迷思這個概念是由美國心理學家欧文·莱斯特·贾尼斯首先提出。但William Safire於2004年8月8日《紐約時報雜誌》（New York Times Magazine）撰文指出，團體迷思一詞實為威廉·H·懷特於1952年在《財富雜誌》中首先提出。
1972年，詹尼斯利用「團體迷思」一詞形容團體作出不合理決定的決策過程。詹氏對「團體迷思」的原定義為“一種思考模式，團體成員為維護內團體的凝聚力、追求團體和諧共識，而不能現實地評估其他可行辦法”。及後於1982年，詹尼斯再探究美國入侵豬玀灣事件、偷襲珍珠港事件、韓戰、越戰、古巴導彈危機、馬歇爾計畫的發展、水門事件等美國政府歷年外交決策事件，參照各個事件的環境、決策過程、決策結果，歸納出團體迷思的模型；團體迷思模型包括八項誘發的前置因素、八項表現形式，及七項對群體決策過程及結果的影響。
2004年，美國參議院情報委員會發表的伊拉克情報失誤報告，嚴厲批評美國情報部門在伊拉克戰爭前，誇大伊拉克大規模殺傷性武器的威脅。美國情報部門的過失，是歸咎於團體迷思。

## 成因及徵兆

### 八項誘發團體迷思的前置因素
1. 群體高度凝聚力
2. 群體隔絕外界資訊與分析
3. 命令式領導
4. 決策方法缺乏條理
5. 群體成員背景和價值觀的相似性
6. 來自外部威脅以及時間限制的壓力
7. 團體沒有信心尋求比領導所提出的更好的方案：可能因為領導具有強大影響力
8. 成員自尊心低落：可能由於剛經歷失敗

### 八項團體迷思的表現形式
1. 無懈可擊之錯覺：群體過份的自信和盲目的樂觀，忽視潛在的危險及警告，意識不到一種決策的危險性。
2. 集體合理化：群體通過集體將已經作出的決策合理化，忽視外來的挑戰。一旦群體作出了某個決策後，更多的是將時間花在如何將決策合理化，而不是對它們重新審視和評價。
3. 對群體道德深信不疑：成員相信群體所做出的決策是正義的，不存在倫理道德問題。因此忽視道德上的挑戰。
4. 對外偏見：傾向地認為任何反對他們的人或者群體都是邪惡和難以溝通協調，故此不屑與之爭論；或者認爲這些人或者群體過於軟弱、愚蠢、不能夠保護自己，認為自己群體既定的方案則會獲勝。
5. 對異議者施加壓力：群體不欣賞不同的意見和看法，對於懷疑群體立場和計劃的人，群體總是立即給予反擊，但常常不是以證據來反駁，取而代之的是冷嘲熱諷。爲了獲得群體的認可，多數人在面對這種嘲弄時會變得沒有了主見而與群體保持一致。
6. 自我審查：成員對於議題有疑慮時總是保持沈默，忽視自己心中所產生的疑慮，認為自己沒有權力可以去質疑多數人的決定或智慧。
7. 全體一致的錯覺：這是群衆壓力和自我壓抑的結果，是使群體的意見看起來是一致的，並由此造成群體統一的錯覺。表面的一致性又會使群體決策合理化，這種由於缺乏不同的意見而造成的統一的錯覺，甚至可以使很多荒謬、罪惡的行動合理化。
8. 心靈守衛（英語：mindguards）：某些成員會有意地扣留或者隱藏那些不利於群體決策的資訊和資料，或者是限制成員提出不同的意見，以此來保護決策的合法性和影響力。

### 七項團體迷思對群體決策過程及結果的影響
1. 不全面研究替代方案
2. 不全面研究決策目標
3. 不考慮既定選擇的風險
4. 資訊蒐集不良
5. 資訊處理過程有偏頗
6. 不重新評估當初放棄的選擇
7. 未制定突發情況的備用方案

## 團體迷思的防範
1. 群體成員懂得群體思維現象，其原因和後果；
2. 領導者應當保持公正，不要偏向任何立場，防止形成不成熟的傾向；
3. 領導者應該引導每一位成員對提出的意見進行批評性評價，應鼓勵提出反對意見和懷疑；
4. 應該指定一位或多位成員充當反對者的角色，專門提出反對意見；
5. 時常將群體分成小組，並將他們分別聚會擬議，然後再全體聚會交流分歧；
6. 如果問題涉及與對手群體的關係，則應花時間充分研究一切警告性資訊，並確認對方會採取的各種可能行動；
7. 預備決議後，應召開“第二次機會”會議，並要求每個成員提出自己的疑問；
8. 決議達成前，請群體之外的專家與會，並請他們對群體意見提出挑戰；
9. 每個群體成員都應當向可信賴的有關人士就群體意向交換意見，並將他們的反應反饋給群體；
10. 幾個不同的獨立小組，分別同時就有關問題進行決議（最後決議在此基礎上形成，以避免群體思維的不良影響）。

## 外部連結
- 美國參議院情報委員會：2004年7月《伊拉克情報失誤報告》
- JFK and Groupthink: Lessons in Decision Making
- 從團體迷思現象的觀點探索國內廠商投資大陸之決策過程[永久]

一个实际的例子群体思维（英文） （页面存档备份，存于）